# 9316 Rhamnus
A 9316 Rhamnus (ideiglenes jelöléssel 1988 PX2) a Naprendszer kisbolygóövében található aszteroida. Eric Walter Elst fedezte fel 1988. augusztus 12-én.